# هولم، کمبریج‌شر
هولم (به انگلیسی: Holme) یک روستا و محله مدنی در بریتانیا است که در هانتینگدونشر واقع شده‌است. هولم ۶۳۶ نفر جمعیت دارد.